# دانيال مولوني
دانيال مولوني (بالإنجليزية: Daniel Moloney)‏ هو سياسي أيرلندي، ولد في 1909، وتوفي في 26 يونيو 1963. حزبياً، نشط في فيانا فايل. وقد انتخب عضو مجلس الشيوخ من أيرلندا عن دائرة Industrial and Commercial Panel ‏ وقد انضم خلال فترته النيابية ‏ (14 ديسمبر 1961 – 26 يونيو 1963)  للكتلة البرلمانية فيانا فايل وفي الانتخابات العمومية الإيرلندية 1957 ‏، انتخب نائب دييل عن دائرة Kerry North (Dáil constituency) ‏ وقد انضم خلال فترته النيابية ‏ (20 مارس 1957 – 1 سبتمبر 1961)  للكتلة البرلمانية فيانا فايل.